# Итатка (нижний приток Чулыма)
Итатка — река в России, левый приток Чулыма (бассейн Оби), течёт в Асиновском и Томском районах Томской области.

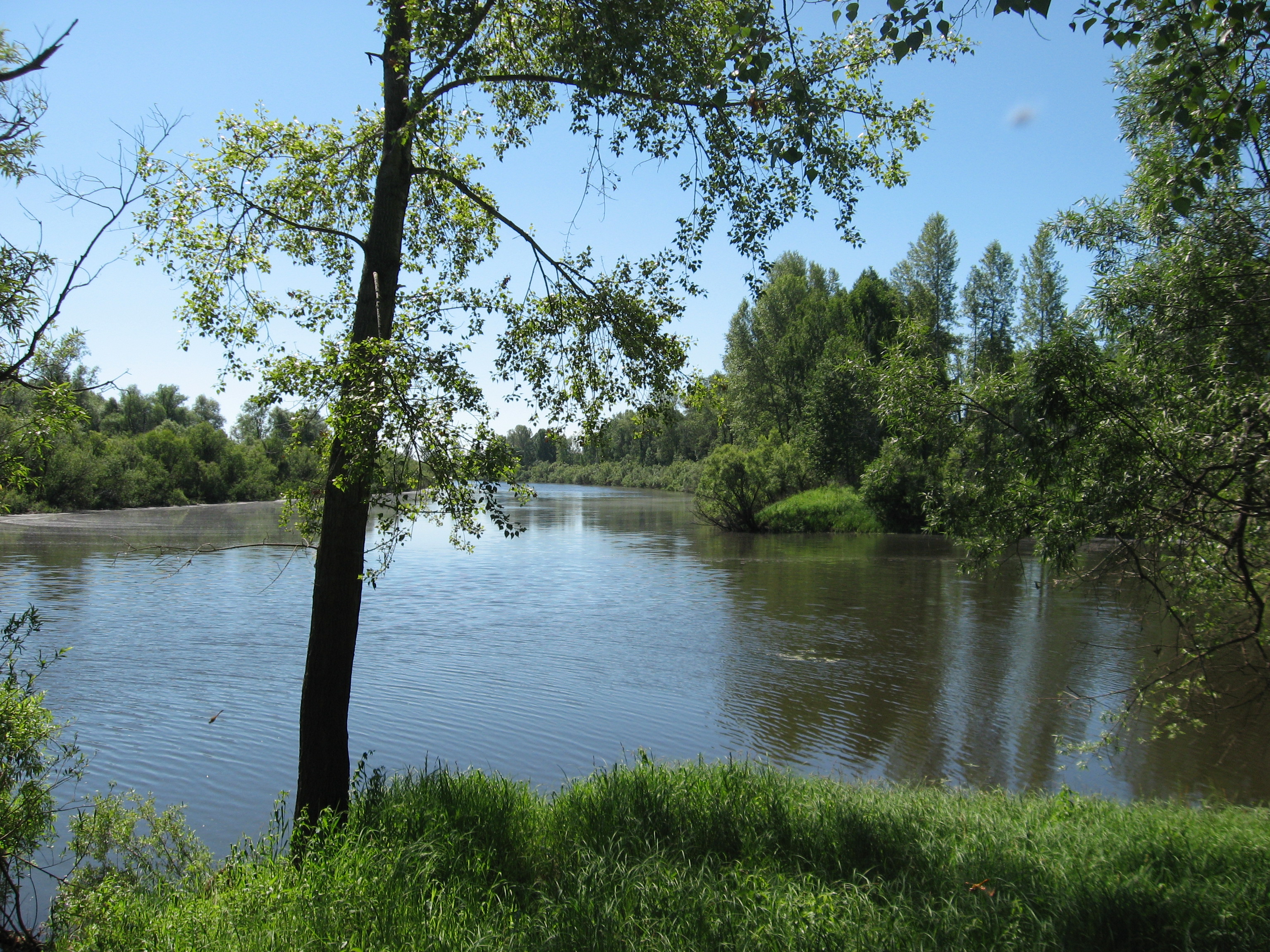
Протока Красная Курья

## География
Длина — 64 км. Площадь водосборного бассейна — 411 км². Впадает в Чулым в 14 км по левому берегу протоки Красная Курья, юго-восточнее города Асино.
Населённые пункты на реке (от устья до истока): Феоктистовка, Асино, Итатка, Тихомировка, Новиковка, Воронино-Пашня, Нижние Соколы Асиновского района; Итатка Томского района.

## Притоки
- Еловка (пр)
- 30 км: Кутатка (лв)
- Куняй (пр)
- Юшта (лв)
- 44 км: Чартоны (лв)
- Тарчма (пр)

## Данные водного реестра
По данным государственного водного реестра России относится к Верхнеобскому бассейновому округу (13).
По данным геоинформационной системы водохозяйственного районирования территории РФ, подготовленной Федеральным агентством водных ресурсов:
- Речной бассейн — (Верхняя) Обь до впадения Иртыша (1)
- Речной подбассейн — Чулым (4)
- Водохозяйственный участок — Чулым от в/п с. Зырянское до устья (3)